# 조제프니콜라 들릴
조제프니콜라 들릴(프랑스어: Joseph-Nicolas Delisle, 프랑스어 발음: [ʒozɛf nikɔla dəlil], 1688년 4월 4일 ~ 1768년 9월 11일)은 프랑스의 천문학자, 지도 제작자이다. 들릴은 온도 척도의 하나로 1732년에 그가 발명한 들릴 온도로 잘 알려져 있다.

## 생애
조제프 들릴은 클로드 들릴(1644–1720)의 11명의 아들 중 한 명으로 파리에서 태어났다. 그는 기욤 들릴을 비롯한 많은 형제들과 마찬가지로 처음에는 고전 연구를 따라 하였다.
하지만 곧 조제프 리외토(Joseph Lieutaud)와 자크 카시니의 지도 하에 천문학 분야로 옮겼고, 1714년 자코로 필리포 마랄디(Giacomo Filippo Maraldi)의 제자로 프랑스 과학 아카데미에 입학했다. 그 다음 해에 그는 프랑수아 아라고보다 한 세기 전에 아라고 스폿을 발견했다. 그는 훌륭한 과학자이자 부유한 집안의 일원이었지만 부자는 아니었다.
1712년 그는 룩셈부르크 궁전에 천문대를 설치했고 3년 후 오텔 드 타란 (Hotel de Taranne)으로 옮겼다. 1719년부터 1722년까지 그는 왕립 천문대에서 근무하다가 룩셈부르크 궁전의 천문대로 돌아왔다. 1724년 그는 런던에서 에드먼드 핼리를 만나  금성의 일면 통과 등에 대해 논의했다.
그의 삶은 1725년 러시아 황제 표트르 대제로부터  상트페테르부르크로 와서 천문학 학교를 만들고 운영하도록 부름을 받게 되면서 급격하게 바뀌었다. 하지만 그는 황제가 죽은 후인 1726년에야 상트페테르부르크에 도착했다. 러시아에서는 비투스 베링이 사용한 것으로 알려진 북태평양 지도를 제작하였다.
1747년 파리로 돌아왔을 때 꽤 부유하고 유명해져서 클뤼니 궁전에 새로운 천문대를 지었고 나중에 샤를 메시에에 의해 유명해졌다. 또한 그는 아카데미에서 천문학자 칭호를 받았다.
1725년에는 왕립학회 회원으로 선출되었고 1749년에 스웨덴 왕립과학원의 외국인 회원으로 선출되었다. 1760년 그는 국제 과학 공동체가 태양에서 지국까지의 절대적 거리를 결정하기 위하여 1761년 금성의 일면 통과의 관측을 협의할 것을 제안하면서, 지구상에서 이 이동을 볼 수 있는 위치와 다양한 관측소가 위치해야 하는 지점이 표시된 지도를 제작하였다. 하지만 관측을 위한 이러한 노력의 실제 구현은 7년 전쟁으로 인해 실현되지 못하였다.
1763년 그는 생 주느비에브 수도원으로 은퇴하여 1768년 파리에서 사망했다.

## 시베리아 원정
1740년 들릴은 태양을 가로지르는 수성의 이동 현상을  베료조보(Берёзово)에서 관찰하기 위해 시베리아 탐험을 시작했다. 이 탐험에 대한 설명은 《L'Histoire générale des voyages》 (1768) 제72권에 나와 있다. 들릴과 그의 일행은 1740년 2월 28일 상트페테르부르크를 출발하여 모스크바, 볼가, 튜멘을 경유하여 4월 9일 오비 강 둑에 있는 베료조보에 도착했다. 그러나 수성의 일면 통과 날짜인 4월 22일에 태양이 구름에 가려져 천체 관측을 할 수 없었다. 들릴은 1740년 12월 29일에 상트페테르부르크로 돌아와 도중에 토볼스크와 모스크바에 체류했다.

### 천문학 이외의 과학적 관측
원정 내내 들릴은 수많은 조류학, 식물학, 동물학(예: 시베리아 비버 ), 지리적 및 기타 과학적 관찰을 기록했다. 《Histoire Générale des Voyages》 에 게재된 "Extrait d'un voyage fait en 1740 à Beresow en Sibérie"에서 그가 만난 원주민(우드무르트인, Ostyaks, 타라르인, 만시인, 및 추바시인 )에 대한 들릴의 민족지학적 관찰에는 그들의 종교적 신념, 결혼 관습, 생계 수단, 식단 및 의상에 대한 세부 정보가 포함되어 있다. 들릴은 시베리아 사람들에 대한 일반적인 연구를 작성할 계획이었던 것으로 보인다. 들릴의 미발표 논문에는 "Ordre des informations à faire sur chaque différente nation"이라는 제목의 문서가 있고, 여기에는 특정한 시베리아 국가 각각에 대해 수집할 민족지학적 데이터에 대한,  역사, 지리적 영역, 다른 지배 세력과의 관계, 정부 제도, 종교(예: 신, 악마, 사후 세계에 대한 믿음), 예술과 과학에 대한 지식, 신체적 특성, 의상, 직업, 도구, 관습, 주거 및 언어 등의 구조화된 개요를 제공하고 있다:.

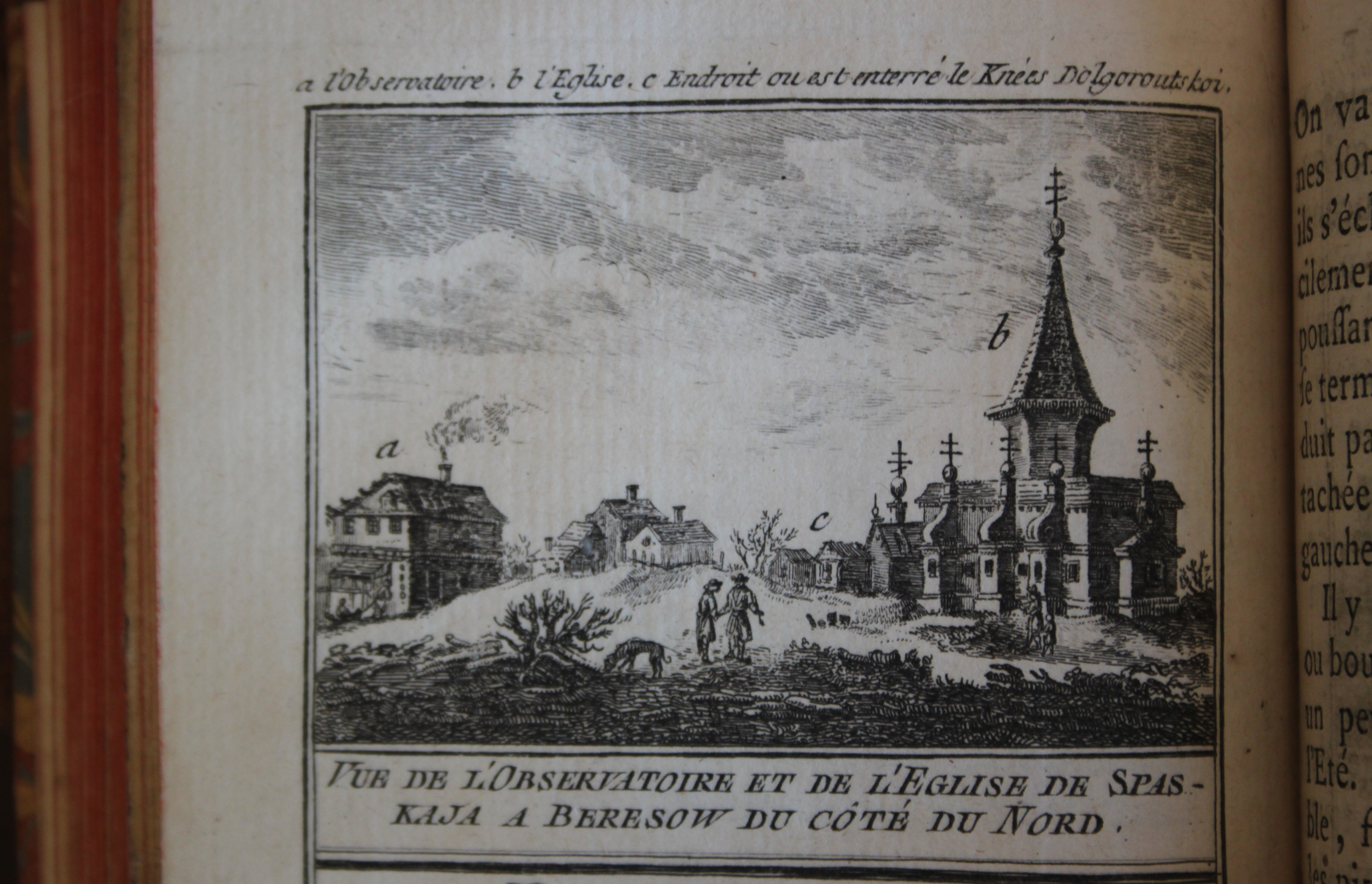
Continuation de l'histoire générale des voyages, vol. 72 (1768)

### 들릴의 "호기심의 방"
1740년 6월 30일, 들릴은 토볼스크에 있는 수도원을 방문하여 러시아 및 구 교회 슬라브어 사본 외에도 매머드의 엄니와 기타 뼈인 "d'une grandeur extraordinaire"를 보았다. 대수도원장은 들릴에게  푸글라(Fugla)라는 이름의 시베리아 상인이 그 전해(1739)에 예니세이스크 근처에서 온전한 매머드 두개골 "d'une Grosseur étonnante"를 발견하여, 이미 맨손으로 곰을 싸워 죽일만한 엄청난 힘으로 유명한 그의 유명세를 더하였다고 전해주었다. 들릴 자신은 지칠 줄 모르는 수집가이어서 시베리아 탐험 중에 기회가 날 때마다, 토볼스크에서 본 것과 같은 원고의 사본과 매머드 뼈뿐만 아니라 Ostyak 의상, 사모예드족의 화살통, 나무 껍질 양동이, 희귀석 및 Tobolsk 도자기 항목 등과 같은 "각양각색의 물건"(objets hétéroclites)들을 자신의 호기심의 방 (cabinet de curiosité)에 추가하였다.

## 《아틀라스 로시쿠스》
러시아 제국의 지도를 제작하려는 계획은 표트르 대제에 의해 시작되었지만 20년 후인 안나 황후의 통치에서도 결실을 맺지 못했다. 제국 지도제작국의 초대 이사인 이반 키릴로프(Ivan Kirilov, 1689–1737)는 제안된 제국 지도에 대한 공동 작업을 위해 들릴을 공식적으로 러시아에 초대했다. 그러나 들릴과 키릴로프는 지도를 가장 잘 작성하는 방법에서 서로 충돌했다. 들릴은 시간이 많이 걸리는 천문학적으로 결정된 지점의 네트워크 구축을 선호했고 키릴로프는 기준점으로 지리적 특징을 기반으로 한 측량을 주장했다. 이후 천문학적으로 결정된 지점으로 조정된다. 자신의 방법을 사용하지만 전문적인 조언을 위해 들릴과 상의한 키릴로프는 1734년에 일반 지도와 계획된 120개 시리즈의 처음 14개 지역 지도를 출판했다. 이 판은 1737년 키릴로프가 사망한 후 폐기되었다. 1745년이 되어서야 비로소 상트페테르부르크의 아카데미에서는 일반 지도와 29개의 지역 지도( 《Атлас Российской/Atlas Rossicus》, Petropoli, 1745–1746)로 구성된 완전한 《아틀라스 로시쿠스》(Atlas Rossicus)를 라틴어와 키릴 문자로 출판했다. 들릴은 1730년대에 아틀라스 작업을 했지만 극도의 과학적 엄밀함으로 인해 진행 속도가 상당히 느렸다. 이러한 이유로 들릴은 1740년 시베리아 원정을 위해 수도를 떠나 있는 동안 아틀라스를 담당하는 감독 위원회에서 공식적으로 해임되었다. 아카데미의 사무총장인 슈마허는 그가 프랑스에 비밀 문서를 보냈다고 비난하기까지 했다. 법정에서 점점 더 고립된 들릴은 1743년에 러시아를 떠날 수 있는 허가를 요청했고 4년 후에 승인되었다. 그 동안 《아틀라스 로시쿠스》는 들릴의 이름으로 출판을 위해 제출되었다. 《지도의 역사》(History of Cartography)에서 리오 배그로(Leo Bagrow)는 "권리상 이 [아틀라스]에는 그의 이름이 포함되어서는 안 된다" 고 주장하지만 들릴의 삶과 미발표 원고에 대한 전문가인 마리안 샤뱅(Marie-Anne Chabin)은 다음과 같이 결론을 내리고 있다. "모든 점에도 불구하고, 들릴은 주 제작자로 인정되어야 한다."

## 간행물

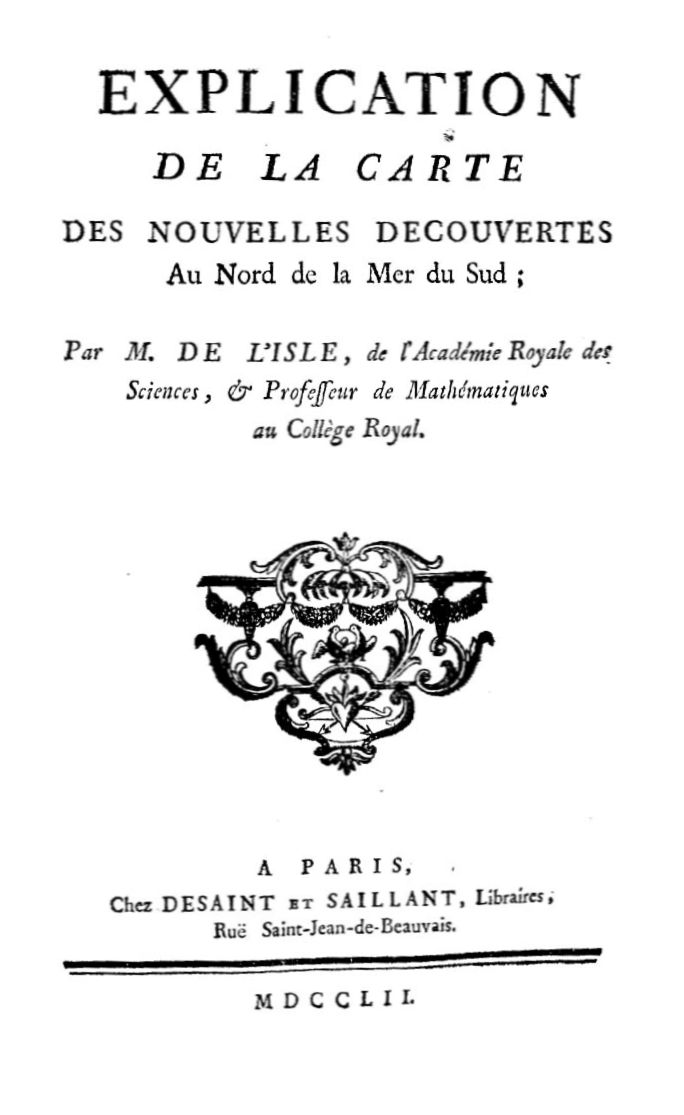
Explication de la carte des nouvelles decouvertes au nord de la mer du Sud, 1752

- 《Explication de la carte des nouvelles decouvertes au nord de la mer du Sud》 (프랑스어). Paris: Jean Desaint & Charles Saillant. 1752.

## 유산
들릴은 1732년 그가 발명한 온도 척도인 들릴 온도로 잘 알려져 있다. 달의 충돌구 드릴 크레이터와 소행성 12742 드릴도 그의 이름을 따서 명명된 것이다.